# Martirano
Martirano es una comuna de la provincia de Catanzaro, en la región de Calabria (Italia).

## Administración
Nombre del alcalde: Filomeno Santo Maruca (30/05/2006).

## Evolución demográfica
| Gráfica de evolución demográfica de Martirano entre 1861 y 2001 |
|                                                                 |
| Fuente ISTAT - elaboración gráfica de Wikipedia                 |

- Datos: Q53652
- Multimedia: Martirano / Q53652

1. ↑  Worldpostalcodes.org, código postal n.º 88040.
2. ↑  «Codici Catastali». Comuni-italiani.it (en italiano). Consultado el 29 de abril de 2017.